# Gustav Erwin Nehrhoff von Holderberg
Gustav Erwin Nehrhoff von Holderberg (* 9. August 1806 in Gebersbach, heute Ortsteil von Waldheim; † 13. November 1890 in Laubegast) war ein sächsischer General der Infanterie.

## Leben
Nehrhoff trat 1828 in die Sächsische Armee ein und kam als Portepeefähnrich in das 1. Schützen-Bataillon. Dort wurde er 1832 Sekondeleutnant und 1840 Premierleutnant. 1849 nahm er an der Erhebung in Schleswig-Holstein teil und wurde im gleichen Jahr Hauptmann in der neuerrichteten Jäger-Brigade. Bis 1859 stieg Nehrhoff zum Kommandeur des 1. Jäger-Bataillons auf. Diesen Verband führte er 1864 im Krieg gegen Dänemark beim Sturm auf die Düppeler Schanzen sowie 1866 gegen Preußen. Für sein tapferes Verhalten wurde Nehrhoff am 21. Juli 1866 mit dem Ritterkreuz des Militär-St.-Heinrichs-Ordens beliehen.
Ab 26. Juli 1866 kommandierte er als Oberst kurzzeitig die 1. Infanterie-Brigade „Kronprinz“ und wurde am 1. April 1867 zum Kommandeur der neugebildeten 2. Infanterie-Brigade Nr. 46 in Bautzen ernannt. In dieser Stellung wurde er am 17. Juni 1867 zum Generalmajor befördert und erhielt am 1. Juni 1869 das Kommando über die 2. Infanterie-Division Nr. 24 in Dresden. Mit diesem Großverband nahm er 1870/71 am Krieg gegen Frankreich teil. Nehrhoff führte seine Division in den Schlachten von Gravelotte, Sedan und Villiers sowie bei der Einschließung von Paris. Bereits während des Krieges war er am 11. September 1870 zum Generalleutnant befördert worden. Außerdem hatte man Nehrhoff am 27. März 1871 mit der Komtur I. Klasse des Militär-St.-Heinrichs-Ordens beliehen. Ferner erhielt er beide Klassen des Eisernen Kreuzes sowie das Großkreuz des Württembergischen Militärverdienstordens. Bis Anfang November 1871 gehörte die Division auch zur Okkupationsarmee in Frankreich.
Am 1. April 1874 wechselte er das Kommando und übernahm die 1. Division Nr. 23, bis er schließlich am 13. Juli 1875 als General der Infanterie zur Disposition gestellt wurde.